# オリンピック (客船)
オリンピック（英語: RMS Olympic）は、1900年代にイギリスのホワイト・スター・ライン社がイギリスやアイルランドなどヨーロッパ各地とアメリカ東海岸のニューヨークなどの大西洋航路に就航した客船（オーシャン・ライナー）。
不幸で短命だった姉妹船のタイタニック、ブリタニックと異なり、24年に及ぶ長い就航期間、オリンピッククラスで唯一沈没しなかった船と、第一次世界大戦の徴用輸送船時代に攻撃を加えてきたUボートと一騎討ちを演じて返り討ちにする戦果を上げるなどの活躍から「Old Reliable（頼もしいおばあちゃん）」の愛称を持つ。
オリンピックの名はギリシャ神話のオリュンポスからとられている。

## 概要
1912年4月15日に沈没したタイタニックの姉妹船で、造船業のハーランド・アンド・ウルフ社の会長が、ホワイト・スター・ライン社のジョセフ・ブルース・イズメイ社長に、ライバル関係にあったキュナード社のルシタニア・モーリタニアの姉妹船と対抗すべく3隻の大型客船建造を発案したのが発端である。その先駆けとしてアイルランド、ベルファストのハーランド・アンド・ウルフで起工し、ほぼ同時期に二番船タイタニックの建造が開始され、少し遅れて三番船のブリタニックが竣工された。

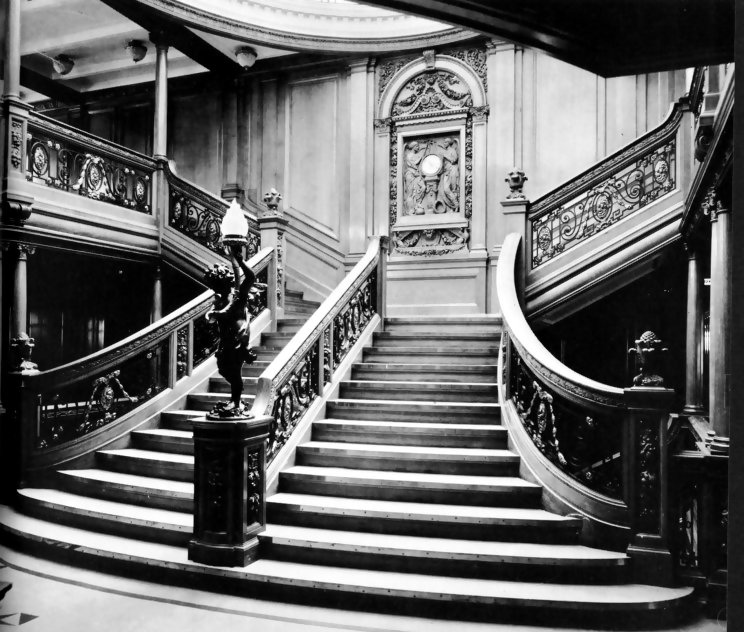
大階段
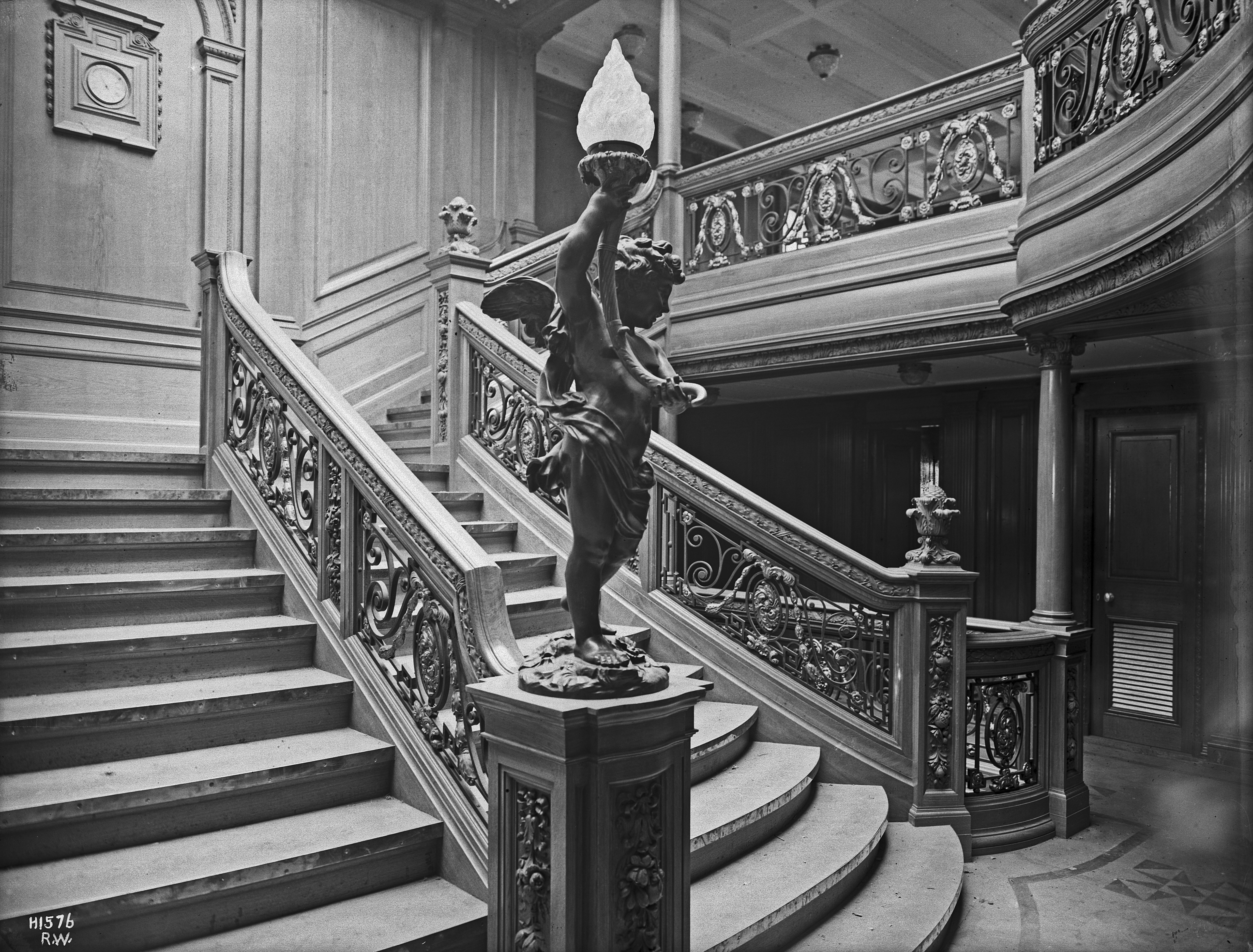
天使像

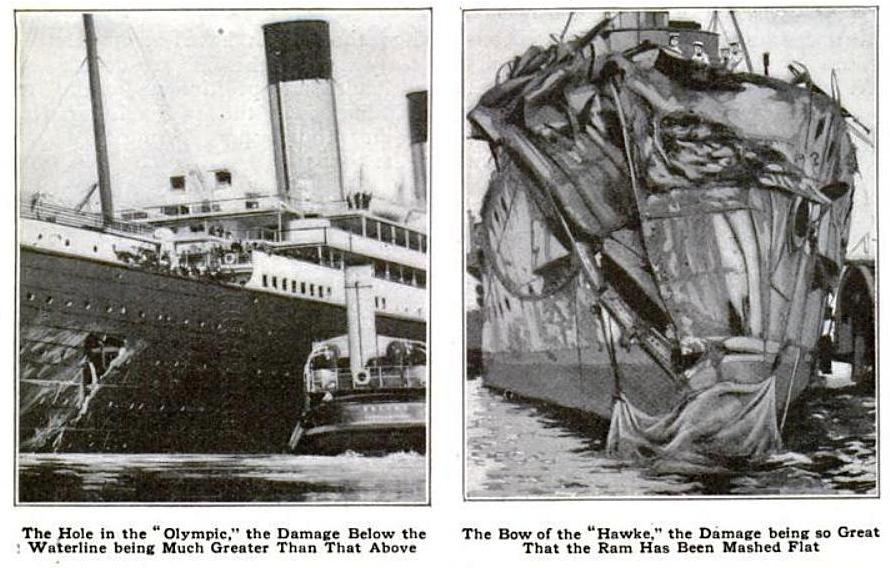
衝突事故の検証写真。右舷側に穴が開いたオリンピックと艦首を粉砕されたホーク。

当時は世界で最も巨大な船で、今でいう巨大クルーズ船と並ぶほどの位置づけであった。それに加え“絶対に沈没しない”という不沈伝説まで生まれたが、処女航海でタグボート「O・L・ハーレンベック」を巻き込みそうになったり、1911年9月20日にはイギリス海軍のエドガー級防護巡洋艦「ホーク」と衝突事故を起したりと、タイタニックの悲劇を暗示するような事故が相次ぎ、ついに姉妹船のタイタニック号沈没事故により、その神話はもろくも崩れた。
処女航海を終えたのは、1911年6月21日。船上に初めてプールが設備され、スピード以外では他社を凌いだ豪華客船である。
オリンピックはタイタニックからSOSを受信し救難に向かった1隻であるが、両船は800kmも離れており、沈没現場に到着したのは先に到着したカルパチアが遭難者を救助した後であった。

## オリンピッククラス

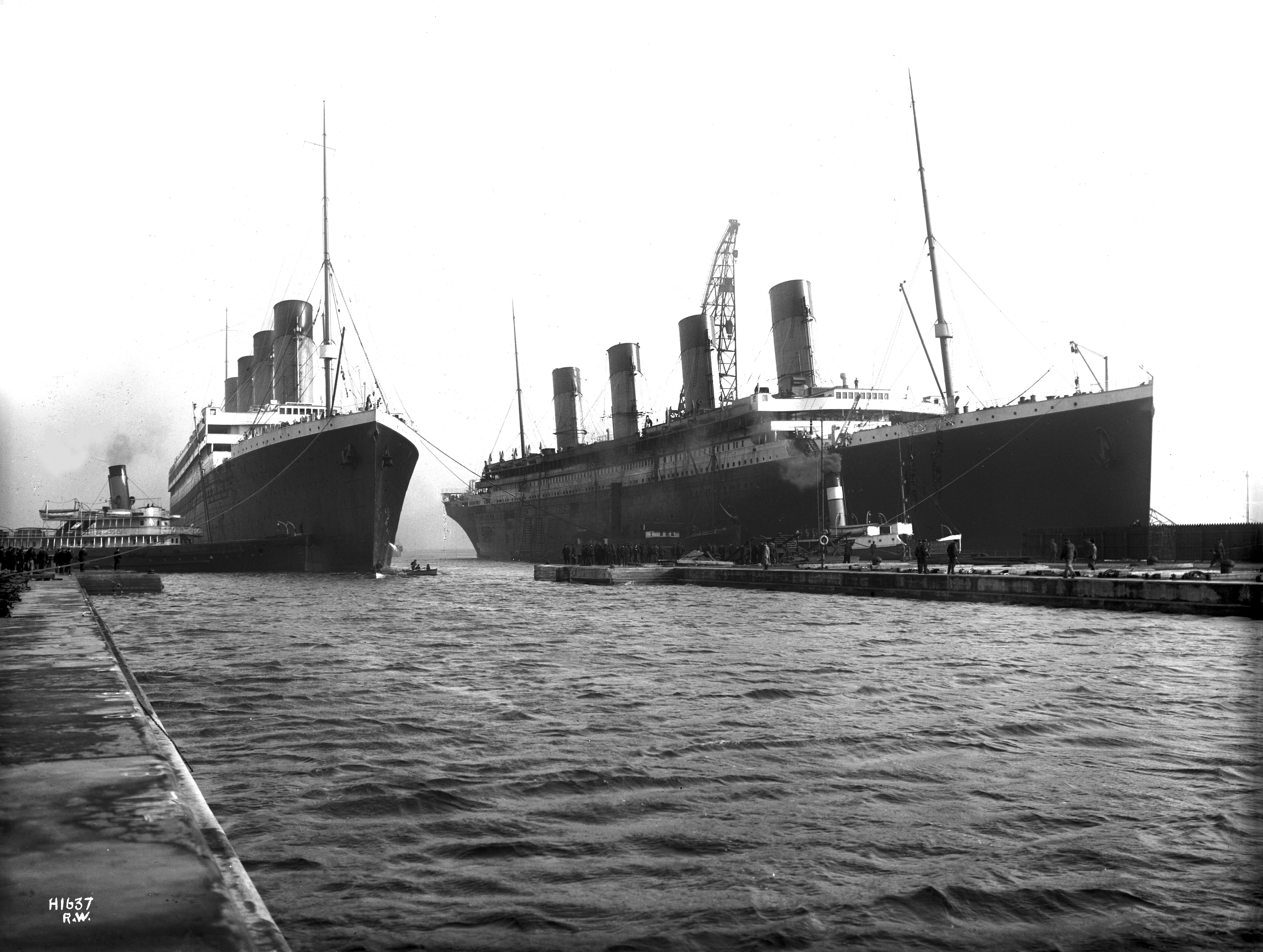
姉妹船タイタニック号と並ぶオリンピック号(左がオリンピック号右がタイタニック号)

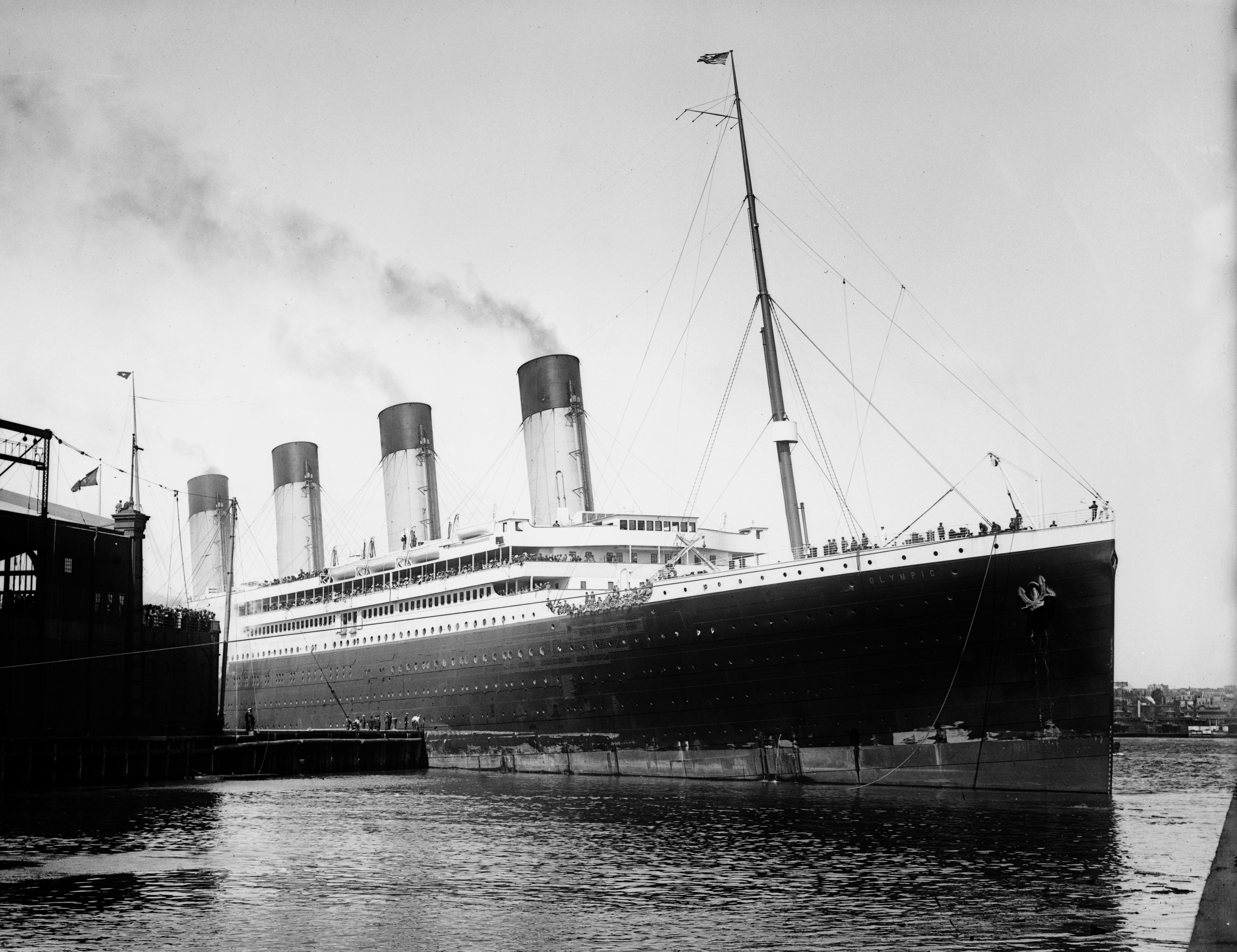
オリンピック号

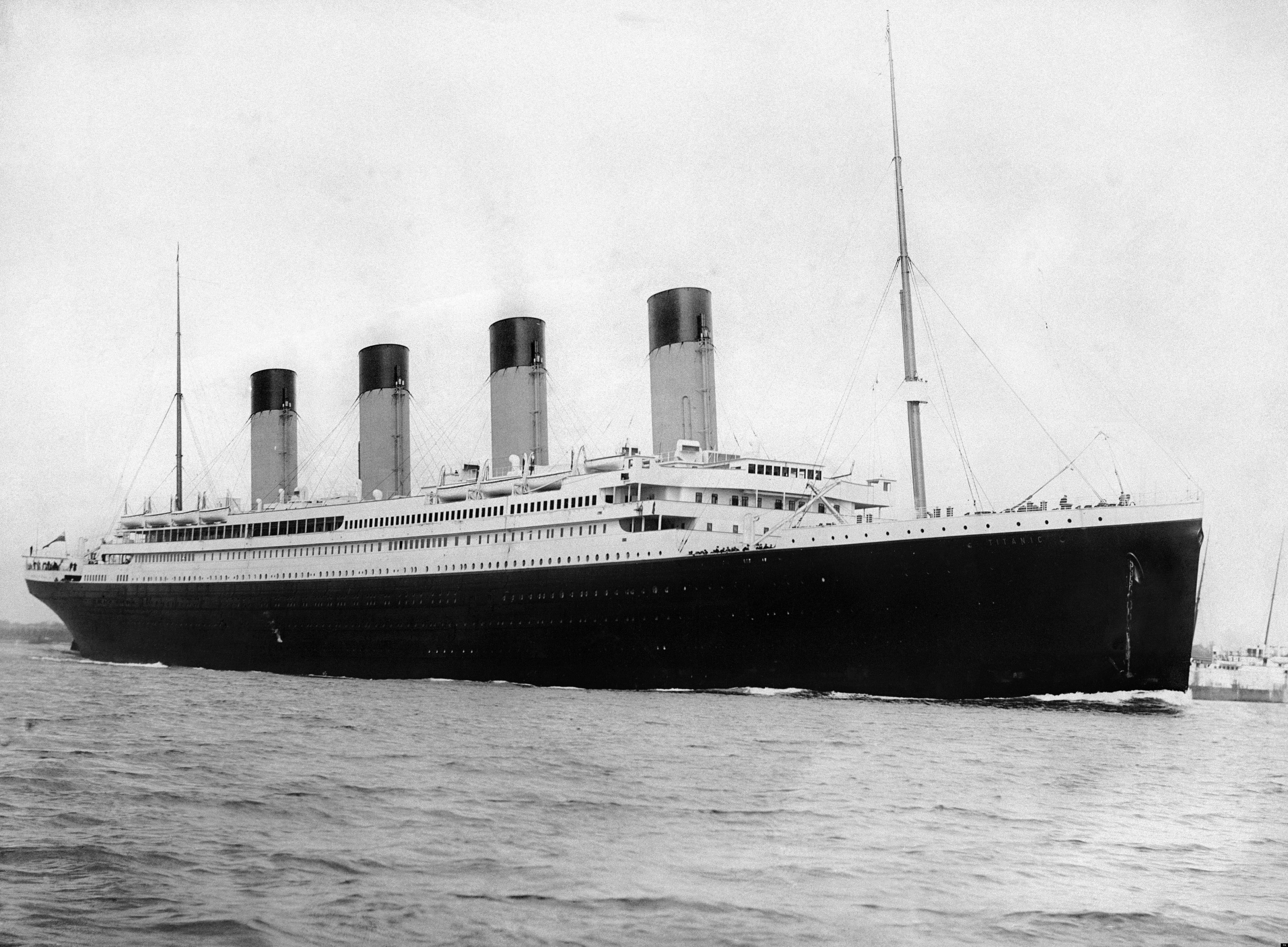
タイタニック号

オリンピックは三姉妹船で、タイタニックとブリタニックの2隻の妹船が存在し、それら姉妹船をまとめてオリンピッククラスと呼んでいた。現在では事故、映画などでタイタニックの方が有名だが、むしろ当時はオリンピックの方がその代表船であった。
タイタニックとは同時期に造船が開始されたこともあって瓜二つであり、タイタニックの写真としてオリンピックの写真が使われる例がよくあった。しかし一番船として先に竣工したオリンピックの改善点を受けて、タイタニックの設計は多少変更され、2隻とも外観が多少異なっていた。
その代表的な例として、Aデッキの一等専用プロムナード（遊歩道）の窓が、オリンピックは全体が海に対しベランダ状に吹きさらしになっていたのに対し、タイタニックは前半部がガラス窓が取り付けられた半室内状に変更された。これは北大西洋の寒い強風から乗客を守るためである（後に竣工したブリタニックのプロムナードの窓もタイタニックと同じ作りである）。
また、オリンピックはBデッキ全体にもプロムナードデッキが設けられていたが、タイタニックではBデッキのプロムナードデッキが廃止され、窓際全体を1等客室に変更された。そのため1等客室の数がタイタニックに比べて少なく、総トン数もタイタニックより僅かに軽かった。
タイタニックの沈没後、未だブリタニックの造船も進んでいない中、オリンピックは1隻体制で大西洋を駆け巡っていた。タイタニック沈没事故を受け、ホワイト・スター・ライン社はオリンピックの船体側面を2重にするなど船体の強化を図り、保安面においても救命ボートの数を倍以上に増やすなど、乗客の信頼を取り戻すのに必死であった。

## 第一次世界大戦
1914年に勃発した第一次世界大戦において、オリンピックは当初徴用を免れていた。1914年10月27日アイルランド北方で触雷したイギリスの戦艦オーディシャスの曳航を要請され、救助を行ったが、荒天のために曳航綱が切れ、オーディシャスは沈没した。
1915年9月にオリンピックはイギリス海軍省の命を受けて軍用輸送船として徴用された。12ポンド砲と4.7インチ砲を取り付け、1915年9月24日に輸送船2410として、リヴァプールからガリポリに向けて部隊を輸送する任務についた。その後、東地中海において輸送任務を続けた。
ほぼ同時期、竣工直後の妹船であるブリタニックも病院船としての徴用を命じられたが、翌年の1916年に地中海でドイツ軍の機雷に触れて沈没してしまった。

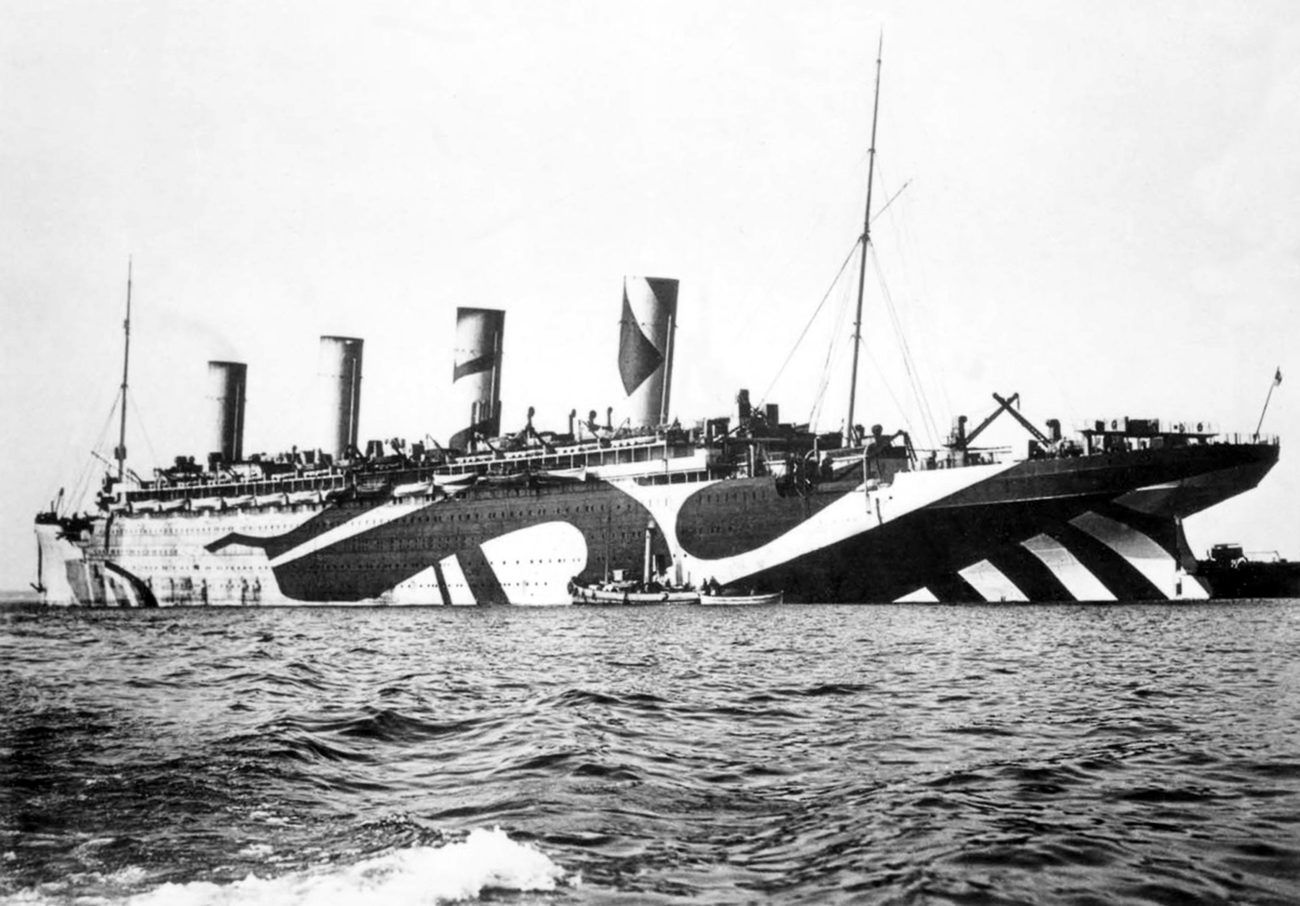
ダズル迷彩を施されたオリンピック

1916年から1917年にかけて、カナダ政府の元で、ハリファクスからイギリスへの部隊輸送を行った。1917年には、6インチ砲を装備し、迷彩塗装を施された。
1917年にアメリカが参戦すると、アメリカからイギリスへの大量の部隊輸送を行うことになった。
1918年5月12日にドイツ潜水艦U-103から雷撃を受けたが、船長バートラム・フォックス・ヘイズは、雷撃を回避した後に退避することなく、そのままオリンピックの舳先をU-103へ向け、オリンピックの巨大な船体による体当たり攻撃でU-103は潜航装置を含む船体構造が破壊されて沈没した。第一次世界大戦中において商船が軍艦を撃沈した唯一の事例と見られる。この行動には批判もあったが、ヘイズはアメリカ政府から殊勲十字勲章を授与されている。
第一次世界大戦を通して、オリンピックは34万7千トンの石炭を消費して、12万人の兵員を輸送し、18万4千マイルを走った。戦後、徴用を解かれて客船となり、点検を受けた際に喫水線の下にへこみが見つかり、調査の結果、不発の魚雷の衝突痕とされた。

## 再び客船として就役
オリンピックは第一次世界大戦終結後に再び客船として就役し、その後20年近く現役の客船として栄光を保ち続けた。500回もの大西洋横断をこなし、先のUボートとの一騎討ちの逸話も加わって、晩年には「Old Reliable（頼もしいおばあちゃん）」という愛称で親しまれた。1934年に所属船会社のホワイト・スター・ラインがライバルのキュナードに合併してキュナード・ホワイト・スター・ラインとなった際には同社に継承されたが、灯台船LV-117との衝突事故を起こし、翌1935年に引退した。

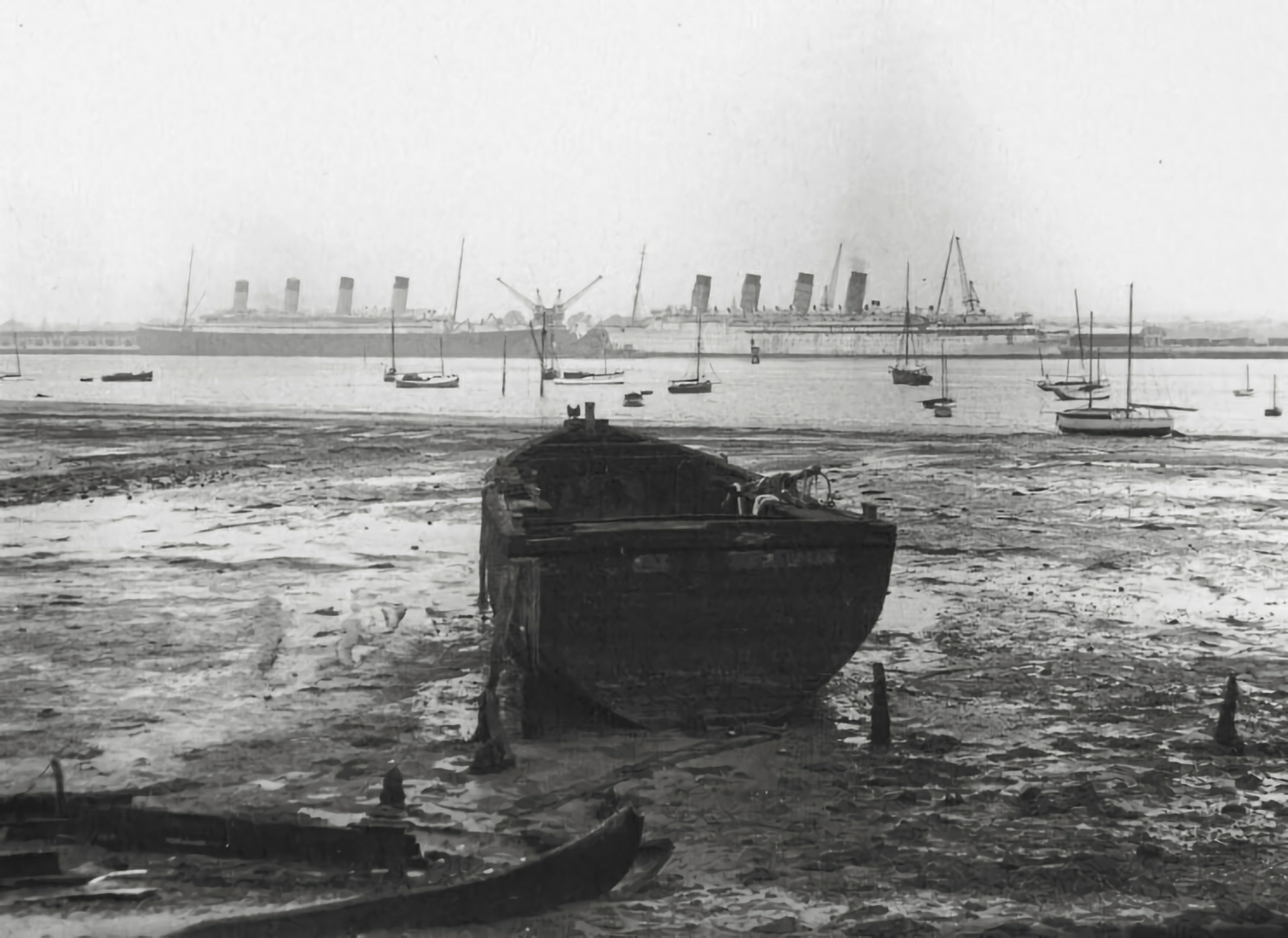
解体ドックに移されたモーリタニア（右）とオリンピック（左）。両船はキュナードとホワイト・スターを代表して競い合ったライバル船であり、両社合併に相前後して共に引退した

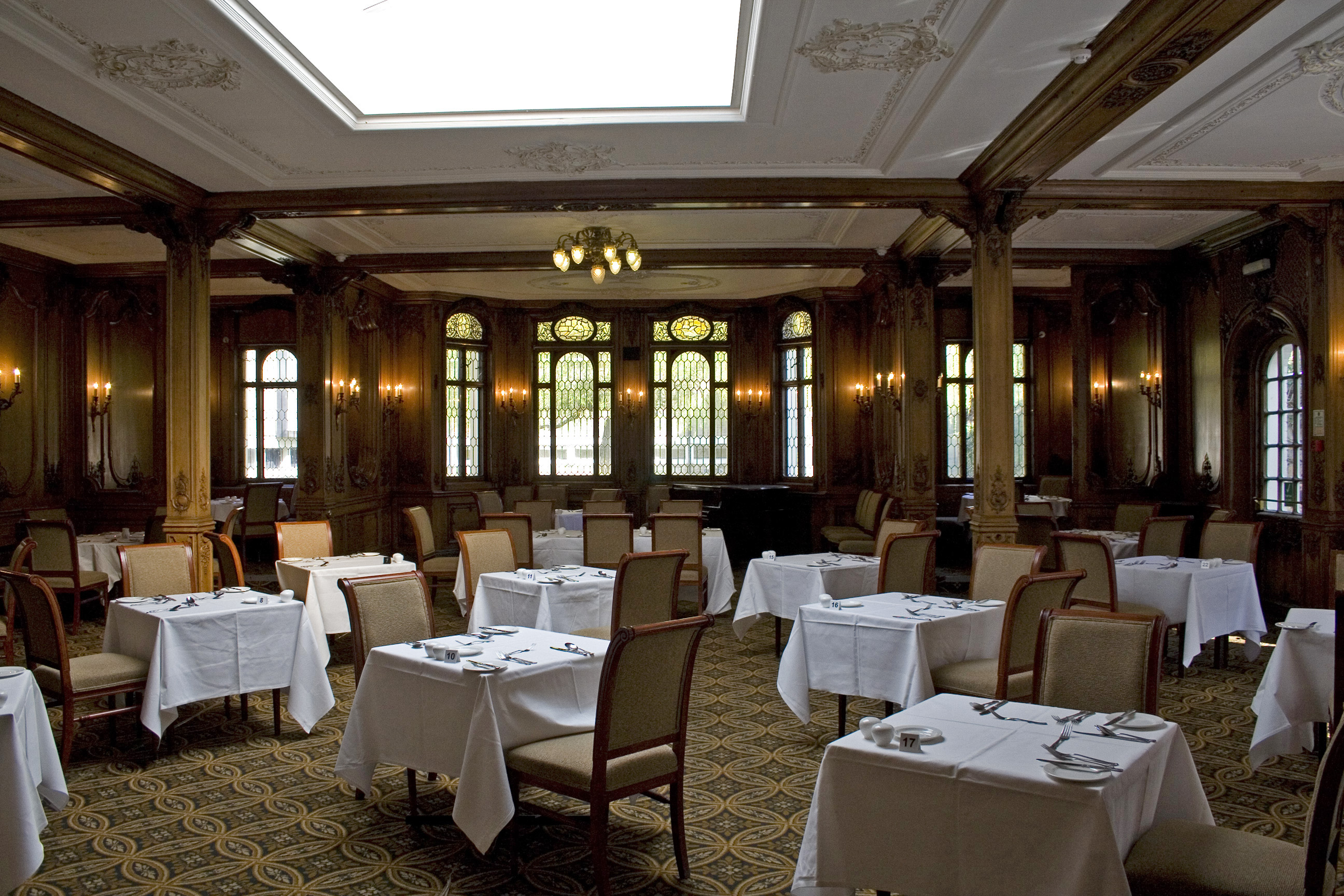
ノーサンバーランド (イングランド)アニックにあるホワイトスワンホテルのオリンピック スイート

引退後のオリンピックは、そのまま解体される予定であったが、贅を尽くした豪華な内装を持つこの船を処分するのは惜しいという声があがり、内装の一部がオークションにかけられた。そしてダイニングの内装をイギリスの婦人が買い取り、屋敷として使用した。船体は1936年から翌年にかけ解体されている。
婦人の死後、その屋敷もまたオークションに出されていたが、世界有数の船会社であるロイヤル・カリビアン・インターナショナル社が落札。自社の船である2000年竣工のミレニアムのレストラン「オリンピック・レストラン」として室内はオリンピックの内装設備を利用するほかオリンピックで使われていた食器類も飾られており、タイタニックとほとんど同じ内装であることから映画『タイタニック』の人気を受けて好評を博した。2016年の改装でステーキレストランに変更され、その後は航海図やウッドパネル等を展示するモニュメントを残すのみとなっている。

## すり替え説
沈没した姉妹船のタイタニックと本船はすり替えられていたのだとする陰謀論が存在する。

### 注
1. ↑  RMS = Royal Mail Ship